# Prvenstvo LjNP 1928-1929
Il Prvenstvo Ljubljanske nogometne podzveze 1928./29. (it. "Campionato della sottofederazione calcistica di Lubiana 1928-29") fu la decima edizione del campionato organizzato dalla Ljubljanska nogometna podzveza (LjNP).
A questa edizione parteciparono 13 squadre, divise in tre gruppi, che qualificarono le tre finaliste che si contesero il titolo. Il vincitore fu il Primorje Lubiana, al suo secondo titolo nella LjNP.
Con questa vittoria il Primorje Lubiana conquistò l'accesso al Državno prvenstvo 1929, la settima edizione del campionato nazionale jugoslavo.

## Gruppo Lubiana

### Classifica
|  | Pos. | Squadra          | Pt | G | V | N | P | GF | GS | QR    |                          |
|  | ---- | ---------------- | -- | - | - | - | - | -- | -- | ----- | ------------------------ |
|  | 1.   | Primorje Lubiana | 16 | 8 | 8 | 0 | 0 | 45 | 7  | 6,428 | Ammesso alla fase finale |
|  | 2.   | Ilirija          | 12 | 8 | 6 | 0 | 2 | 43 | 12 | 3,583 |                          |
|  | 3.   | Hermes Lubiana   | 8  | 8 | 4 | 0 | 4 | 18 | 32 | 0,562 |                          |
|  | 4.   | Jadran Lubiana   | 2  | 8 | 1 | 0 | 7 | 9  | 37 | 0,243 |                          |
|  | 5.   | Slovan Lubiana   | 2  | 8 | 1 | 0 | 7 | 7  | 34 | 0,205 |                          |

### Risultati
Andata:
23.09.1928. Ilirija – Hermes 6–2
30.09.1928. Primorje – Hermes 6–0, Ilirija – Slovan 5–0
07.10.1928. Hermes – Jadran 4–1, Primorje – Slovan 4–0
14.10.1928. Primorje – Ilirija 5–4
21.10.1928. Hermes – Slovan 6–0
28.10.1928. Primorje – Jadran 6–1
11.11.1928. Jadran – Slovan 4–1
18.11.1928. Ilirija – Jadran 11–0
Ritorno:
24.03.1929. Ilirija – Jadran 3–0 (per forfait)
25.03.1929. Primorje – Slovan 3–1
07.04.1929. Ilirija – Slovan 9–1, Hermes – Jadran 4–2
14.04.1929. Primorje – Hermes 12–0, Slovan – Jadran 3–1
21.04.1929. Ilirija – Hermes 4–0, Primorje – Jadran 5–0
28.04.1929. Primorje – Ilirija 4–1
05.05.1929. Hermes – Slovan 2–1

## Gruppo Celje

### Classifica
|  | Pos. | Squadra        | Pt | G | V | N | P | GF | GS | QR    |                                      |
|  | ---- | -------------- | -- | - | - | - | - | -- | -- | ----- | ------------------------------------ |
|  | 1.   | Celje          | 4  | 2 | 2 | 0 | 0 | 6  | 2  | 3,000 | Ammesso alla finale del gruppo Celje |
|  | 2.   | Athletik Celje | 0  | 2 | 0 | 0 | 2 | 2  | 6  | 0,333 |                                      |

### Risultati
Andata:
30.10.1928. Celje – Athletik 3–2
Ritorno:
24.03.1929. Athletik – Celje 0–3 (a tavolino, sul campo 5–4)

### Finale gruppo Celje
Andata:
07.04.1929 Amater Trbovlje – Celje 2–7
Ritorno:
14.04.1929. Celje – Amater Trbovlje 5–1

## Gruppo Maribor

### Classifica
|  | Pos. | Squadra            | Pt                       | G                        | V                        | N                        | P                        | GF                       | GS                       | QR                       |                          |
|  | ---- | ------------------ | ------------------------ | ------------------------ | ------------------------ | ------------------------ | ------------------------ | ------------------------ | ------------------------ | ------------------------ | ------------------------ |
|  | 1.   | 1.SŠK Maribor      | 12                       | 6                        | 6                        | 0                        | 0                        | 29                       | 6                        | 4,833                    | Ammesso alla fase finale |
|  | 2.   | Rapid Marburg      | 8                        | 6                        | 4                        | 0                        | 2                        | 26                       | 5                        | 5,200                    |                          |
|  | 3.   | Železničar Maribor | 4                        | 6                        | 2                        | 0                        | 4                        | 16                       | 16                       | 1,000                    |                          |
|  | 4.   | Svoboda Maribor    | 0                        | 6                        | 0                        | 0                        | 6                        | 5                        | 49                       | 0,102                    |                          |
|  |      | Ptuj               | Ritirato a metà stagione | Ritirato a metà stagione | Ritirato a metà stagione | Ritirato a metà stagione | Ritirato a metà stagione | Ritirato a metà stagione | Ritirato a metà stagione | Ritirato a metà stagione |                          |

### Risultati
Andata:
07.10.1928. Železničar – Svoboda 3–0
28.10.1928. Maribor – Železničar 6–1
04.11.1928. Rapid – Svoboda 9–0
11.11.1928. Maribor – Rapid 1–0
18.11.1928. Maribor – Svoboda 9–0, Rapid – Železničar 3–2
Ritorno:
24.03.1929. Maribor – Svoboda 7–4, Rapid – Železničar 2–0
07.04.1929. Maribor – Železničar 5–1, Rapid – Svoboda 12–1
14.04.1929. Maribor – Rapid 1–0
28.04.1929. Železničar – Svoboda 9–0

## Fase finale
|                           | Semifinale |                  | Data       |
| ------------------------- | ---------- | ---------------- | ---------- |
| Celje                     | 1–3        | 1.SŠK Maribor    | 21.04.1929 |
| 1.SŠK Maribor             | 4–3        | Celje            | 28.04.1929 |
|                           |            |                  |            |
| Primorje Lubiana esentato |            |                  |            |
|                           |            |                  |            |
|                           | Finale     |                  |            |
| 1.SŠK Maribor             | 3–7        | Primorje Lubiana | 05.05.1929 |
| Primorje Lubiana          | 5–4        | 1.SŠK Maribor    | 12.05.1929 |
|                           |            |                  |            |
| Fonte: exyufudbal         |            |                  |            |